# Anadrymadusa curvicercis
Anadrymadusa curvicercis är en insektsart som först beskrevs av Boris Petrovich Uvarov 1916.  Anadrymadusa curvicercis ingår i släktet Anadrymadusa och familjen vårtbitare. Inga underarter finns listade i Catalogue of Life.